# Archermos
Archermos war ein griechischer Bildhauer aus Chios, der im 6. Jahrhundert v. Chr. tätig war.
Nach antiker Überlieferung sei Archermos der erste gewesen, der die Siegesgöttin Nike fliegend darstellte.
In Delos wurde ein Statuensockel mit seiner Inschrift gefunden. Nicht weit davon entfernt wurde eine geflügelte Nike entdeckt, jedoch ließ sich diese nicht mit dem Sockel vereinigen.
Weitere Statuensockel wurden in Athen und Paros gefunden.

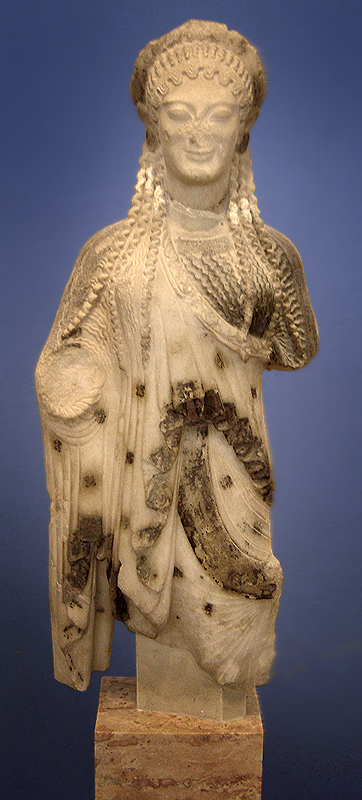
Statue einer Kore, ca. 510 v. Chr.
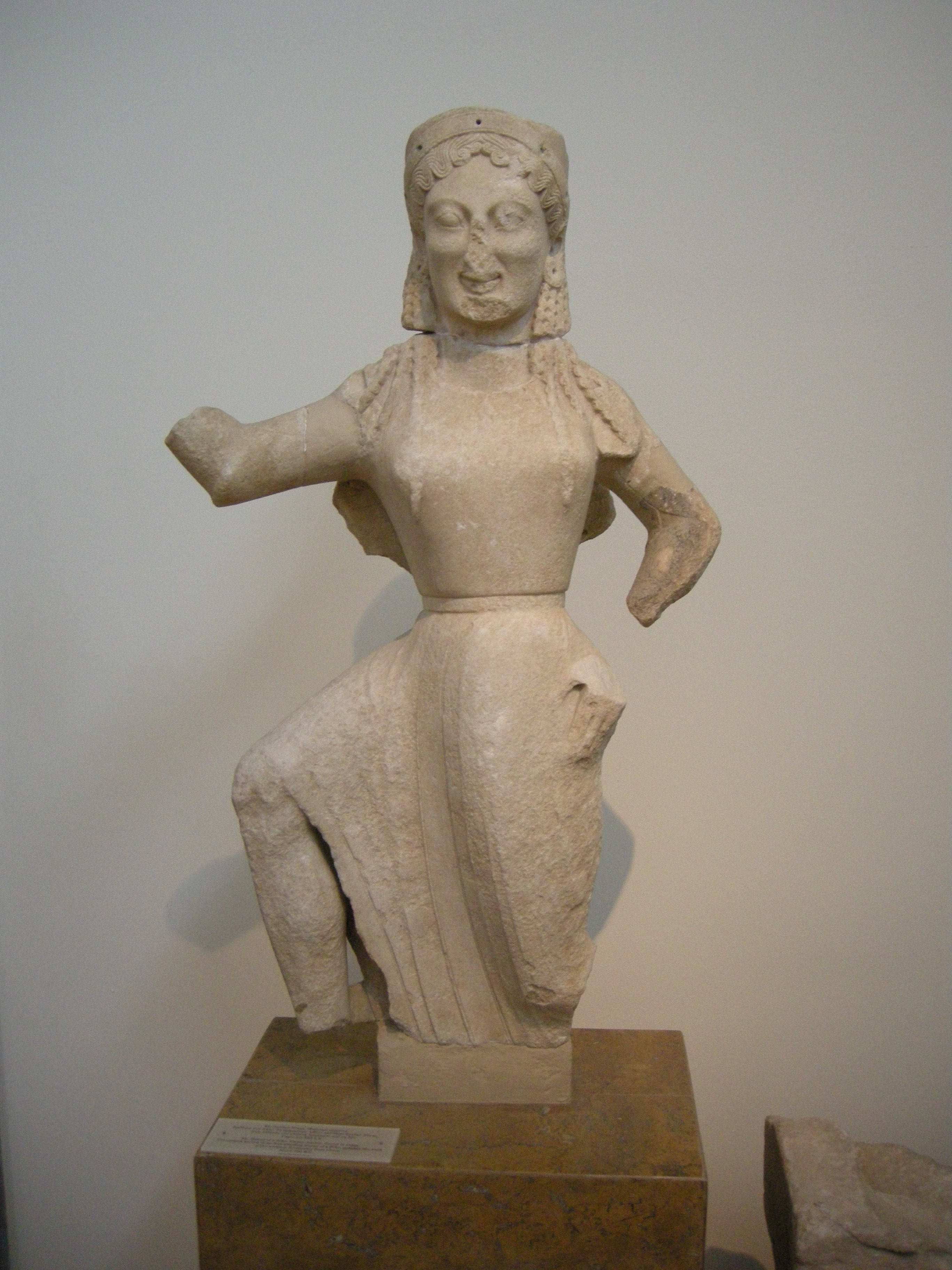
Statue von Nike aus Delos, ca. 550 v. Chr.